# مخطوطات تمبكتو

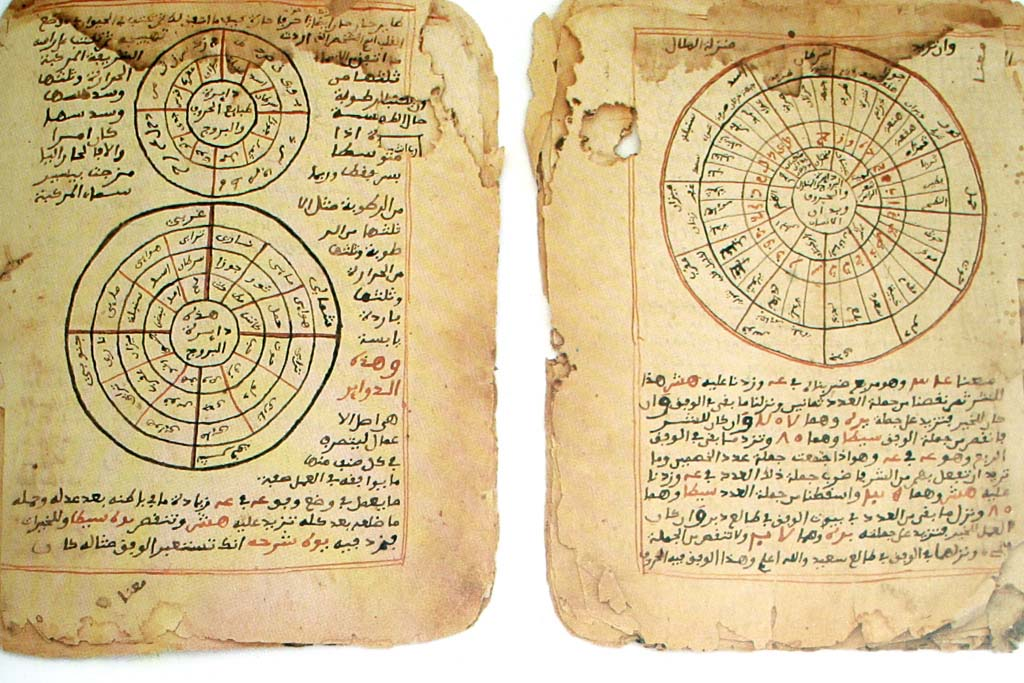
مخطوطة عن الحساب وعلم الفلك

مخطوطات تمبكتو هي مجموعة من المخطوطات تصل إلى 700,000 مخطوطة اكثرها باللغة العربية أو بلغات محلية كتبت بالحروف العربية موجوة في تمبكتو. بسبب الاحتلال الفرنسي فان أغلب المتعلمين في مالي يدرسون بالفرنسية ولا يجيدون العربية فبالتالى تم تجاهل المخطوطات من قبل الشريحة المتعلمة في البلد.
أغلب المخطوطات في وضع مزري ومهدده من العواصف الرملية والنمل الأبيض.

## بحوث

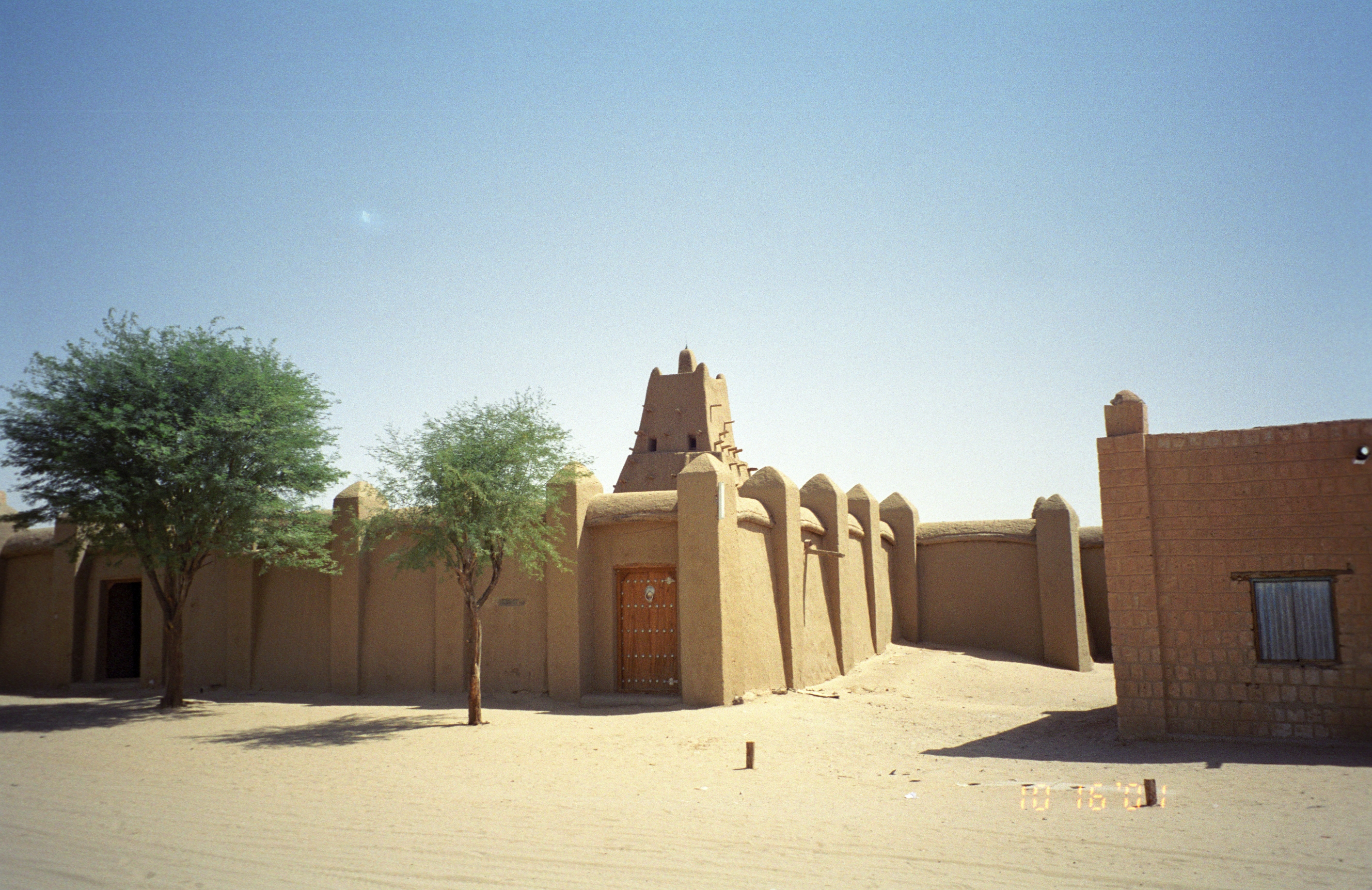
لأمير سعد عوده سعد العتيق

عام 1970 قامت اليونسكو بتشكيل منظمة للحفاظ على المخطوطات ولكنها بقيت بلا تمويل إلى 1977. محاولة أخرى كانت انجح خرجت من جامعة هارفرد.
منذ عام 2002، ظهر مشروع اخر يدعى «مشروع مخطوطات تومبكتو». وقد تمكنوا من ترجمة ورقمنة (أو حوسبة) بعض المخطوطات.
في 2022،أعلنت مكتبة تمبكتو في مالي عن نشر أكثر من 40 ألف مخطوطة على الإنترنت وتمكين الباحثين الإطلاع عليها.

## احداث
في عام 1913 قامت بعض المجموعات بحرق أحد المكتبات في تمبكتو التي تضم 30 ألف مخطوطة ولكن تم انقاذ أغلبية المخطوطات من قبل السكان المحليين قبل وقوع الهجوم.[بحاجة لمصدر]

## وصلات خارجية
- مشروع مخطوطات تومبكتو
- بوابة مخطوطات تومبكتو في غوغل فنون وثقافات